# Lancer du disque aux championnats du monde d'athlétisme
Pour un article plus général, voir Championnats du monde d'athlétisme.
Le lancer du disque fait partie des épreuves inscrites au programme des premiers championnats du monde d'athlétisme, en 1983, à Helsinki.
Avec cinq médailles d'or remportées, l'Allemand Lars Riedel est l'athlète le plus titré dans cette épreuve. Sa compatriote Franka Dietzsch détient quant à elle le record de victoires féminines avec trois titres.
Les records des championnats du monde appartiennent, chez les hommes au Slovène Kristjan Čeh, auteur de 71,13 m lors des championnats du monde de 2022 à Eugene, et à Martina Hellmann chez les femmes, qui établit la marque de 71,62 m en finale des mondiaux de 1987.

## Éditions
| Années | 83 | 87 | 91 | 93 | 95 | 97 | 99 | 01 | 03 | 05 | 07 | 09 | 11 | 13 | 15 | 17 | 19 | 22 | 23 | Total |
| ------ | -- | -- | -- | -- | -- | -- | -- | -- | -- | -- | -- | -- | -- | -- | -- | -- | -- | -- | -- | ----- |
| Hommes | X  | X  | X  | X  | X  | X  | X  | X  | X  | X  | X  | X  | X  | X  | X  | X  | X  | X  | X  | 19    |
| Femmes | X  | X  | X  | X  | X  | X  | X  | X  | X  | X  | X  | X  | X  | X  | X  | X  | X  | X  | X  | 19    |

## Hommes

### Historique

#### 1983-1995

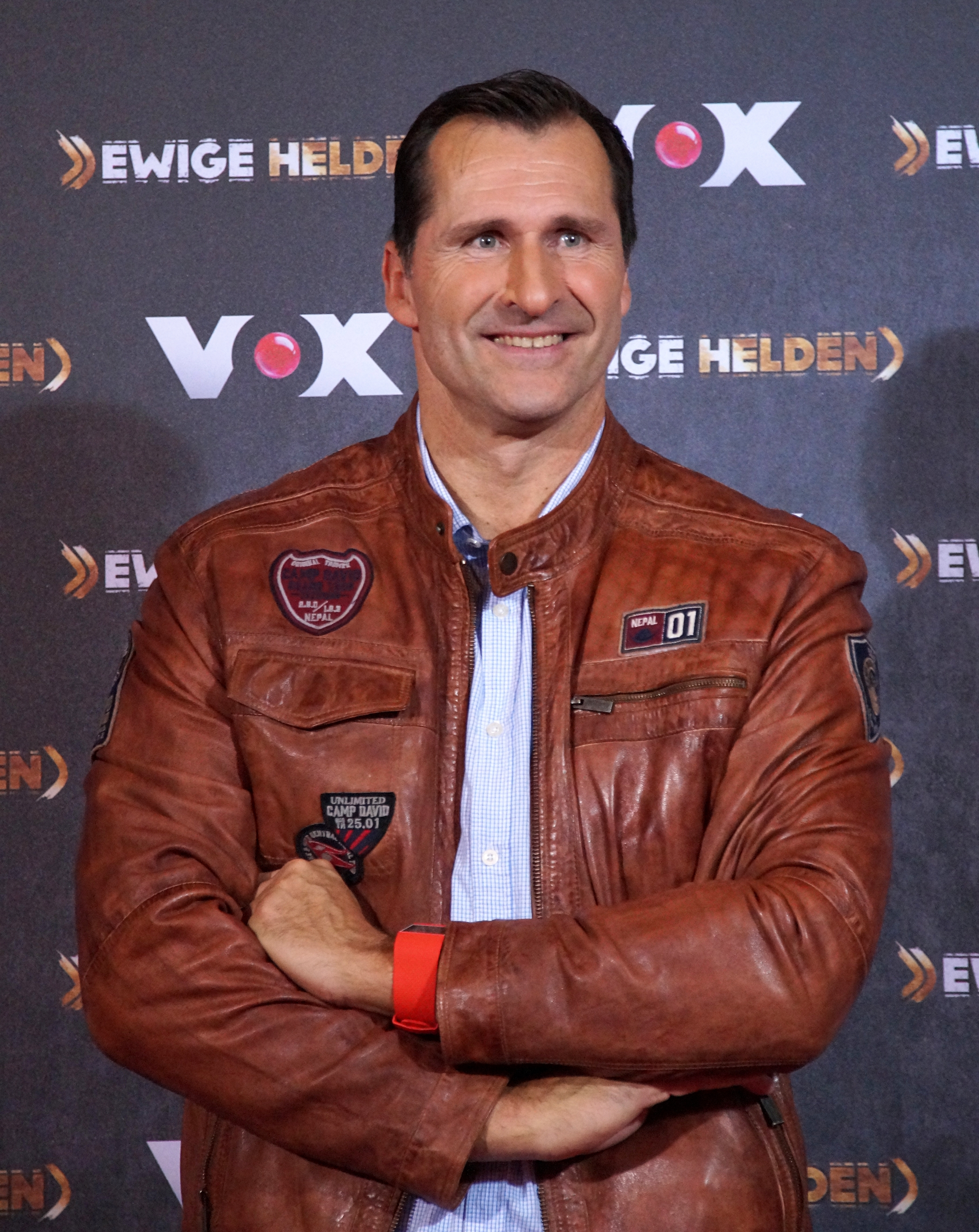
Lars Riedel, quintuple champion du monde du lancer du disque (de 1991 à 1997 et en 2001).

À Helsinki, lors des championnats du monde de 1983, le Soviétique Yuriy Dumchev, qui a amélioré le record du monde du lancer du disque quelques semaines plus tôt, est éliminé dès les qualifications. Le Tchécoslovaque Imrich Bugár, champion d'Europe l'année passée à Athènes, s'adjuge le titre mondial en effectuant un lancer à 67,72 m à son deuxième essai, et devance sur le podium le Cubain Luis Delís (67,36 m) et l'autre Tchécoslovaque Géjza Valent (66,08 m).
Aux mondiaux de Rome en 1987, l'Est-Allemand Jürgen Schult est le grand favori de la compétition, plus d'un an après avoir porté le record du monde à 74,08 m. Il décroche son premier titre international majeur en réalisant un jet à 68,74 m à son deuxième essai, signant un nouveau record des championnats du monde. L'Américain John Powell décroche à l'âge quarante ans la médaille d'argent avec 66,22 m, Luis Delís s'adjugeant la médaille de bronze avec 66,02 m. Le tenant du titre Imrich Bugár termine à la 7e place.
L'Allemand Lars Riedel remporte la finale des championnats du monde de 1991, à Tokyo, grâce à un lancer à 66,20 m qu'il effectue dès son entrée dans le concours. Le Néerlandais Erik de Bruin, avec un dernier jet à 65,82 m, termine deuxième du concours, devant le Hongrois Attila Horváth, médaillé de bronze avec 65,32 m. Jürgen Schult, tenant du titre et champion d'Europe l'année passée à Split, ne termine qu'à la 6e place avec 63,12 m, juste derrière l'Américain Mike Buncic qui détenait la meilleure performance mondiale de l'année avec 69,36 m.
À Stuttgart en 1993, Lars Riedel conserve son titre avec un jet à 67,72 m réalisé à son deuxième essai. Jürgen Schult, longtemps à la deuxième place du concours avec 66,12 m, est dépassé lors du dernier essai par le Russe Dmitri Chevtchenko avec 66,90 m. Le Lituanien Romas Ubartas, champion olympique en 1992 à Barcelone et initialement 4e de l'épreuve, est contrôlé positif aux stéroïdes anabolisants après la finale et est disqualifié pour 4 ans.
Lars Riedel remporte son troisième titre mondial consécutif à l'occasion des championnats du monde de 1995 à Göteborg. À son deuxième essai, il établit la marque de 68,76 m et améliore de 2 cm le record des championnats du monde de Jürgen Schult. Le podium est complété par deux athlètes biélorusses : Vladimir Dubrovshchik deuxième avec 65,98 m et Vasiliy Kaptyukh, troisième avec 65,88 m.

#### 1997-2005

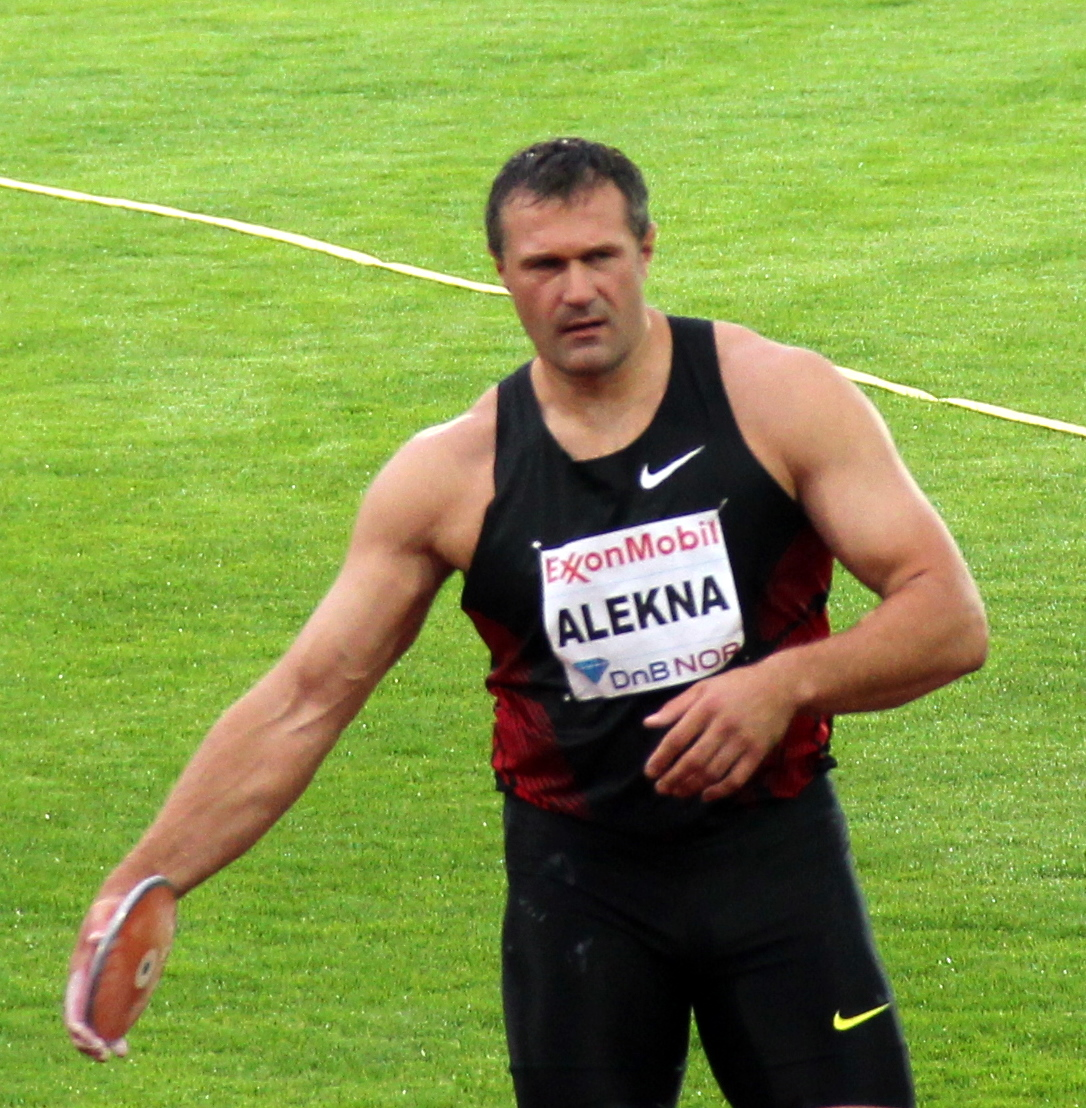
Virgilijus Alekna, champion du monde en 2003 et 2005 et actuel détenteur du record des championnats du monde.

Champion olympique en 1996 à Atlanta, et auteur d'un jet à plus de 70 m (71,50 m, la meilleure performance de sa carrière) en mai 1997, Lars Riedel confirme son statut de favori en remportant son quatrième titre de champion du monde d'affilée en 1997 à Athènes. Il s'impose avec la marque de 68,54 m établie à son troisième essai, et devance le Lituanien Virgilijus Alekna, médaillé d'argent avec 66,70 m et Jürgen Schult, médaillé de bronze avec 66,14 m. Vladimir Dubrovshchik, vice-champion olympique en titre se classe 4e, devant l'Américain John Godina, titré quelques jours plus tôt dans l'épreuve du lancer du poids.
Lors des championnats du monde 1999, à Séville, Jürgen Schult dispute à 39 ans sa septième finale mondiale consécutive. Longtemps en tête du concours avec un lancer à 68,18 m réalisé à son deuxième essai, il cède finalement le titre à l'Américain Anthony Washington qui établit la marque de 69,08 m à son sixième et dernier essai, nouveau record des championnats du monde. Schult décroche la médaille d'argent, la quatrième de sa carrière après l'or en 1987 et le bronze en 1993 et 1997. Lars Riedel, détenteur de la meilleure performance mondiale de l'année avec 69,18 m, termine à la troisième place avec 68,09 m.
Virgilijus Alekna est le grand favori des mondiaux d'Edmonton en 2001 après avoir réalisé plusieurs lancers au-delà des 70 mètres lors de cette saison, et avoir remporté le titre olympique en 2000 à Sydney. Pourtant, malgré une blessure à la hanche, Lars Riedel réussit l'exploit de décrocher un cinquième titre de champion du monde en établissant un nouveau record des championnats à son cinquième essai avec 69,72 m. Virgilijus Alekna est médaillé d'argent avec 69,40 m et l'Allemand Michael Möllenbeck médaillé de bronze avec 67,61 m, record personnel.
Deux ans plus tard, lors des championnats du monde 2003 à Paris, Virgilijus Alekna remporte son premier titre de champion du monde en établissant dès son entrée dans le concours un lancer à 69,69 m, sa meilleure performance de la saison. Le Hongrois Róbert Fazekas, qui avait franchi la limite des 70 mètres quelques semaines auparavant, s'adjuge la médaille d'argent avec 69,01 m, Vasiliy Kaptyukh complétant le podium avec 66,51 m, sa deuxième médaille de bronze après Göteborg 1995. Lars Riedel échoue au pied du podium avec 66,28 m.
Virgilijus Alekna conserve son titre en 2005 à l'occasion des mondiaux d'Helsinki, un an après avoir remporté à Athènes un deuxième titre olympique. Il s'impose grâce à un lancer à 70,17 m réalisé à son sixième et dernier essai, établissant un nouveau record des championnats du monde, et devenant le premier athlète à franchir la limite des 70 mètres lors de ces championnats. L'Estonien Gerd Kanter, qui avait pris la tête du concours à son quatrième essai avec 68,57 m, se classe deuxième de la finale, devant Michael Möllenbeck, médaillé de bronze avec 65,95 m. Lars Riedel, qui dispute à 35 ans sa 8e finale consécutive en championnat du monde, prend la 9e place.

#### 2007-2015

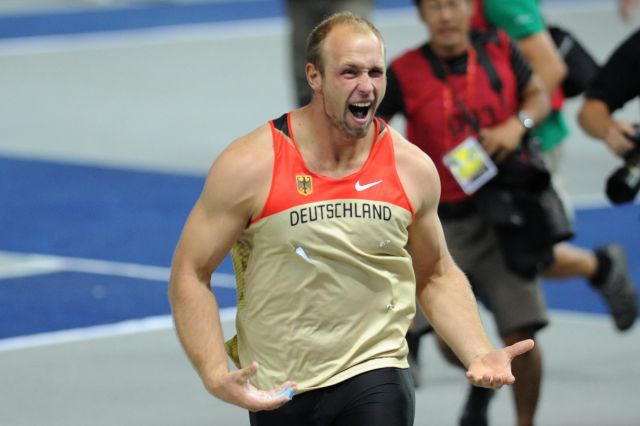
Robert Harting, champion du monde en 2009, 2011 et 2013.

En 2007 à Osaka, l'Estonien Gerd Kanter décroche son premier titre international majeur en réalisant un jet à 68,94 m à son sixième et ultime essai. Il devance l'Allemand Robert Harting, deuxième avec 66,68 m et  le Néerlandais Rutger Smith, troisième avec 66,42 m. Virgilijus Alekna, double tenant du titre et invaincu depuis août 2005, termine au pied du podium avec un meilleur lancer mesuré à 65,24 m.
Lors des championnats du monde de 2009, Robert Harting remporte le titre mondial sur son sol à Berlin, après avoir effectué un lancer à 69,43 m à son sixième et dernier essai, signant un nouveau record personnel. Le Polonais Piotr Małachowski, qui établit un nouveau record national à son 5e essai avec 69,15 m est médaillé d'argent et devance le tenant du titre Gerd Kanter, champion olympique l'année passée à Pékin et détenteur de la meilleure performance mondiale de l'année, qui ne se classe que troisième du concours avec 66,88 m.
Robert Harting conserve son titre mondial à Daegu en 2011 en réalisant son meilleur jet à son quatrième essai avec 68,97 m. Gerd Kanter s'adjuge la médaille d'argent avec 66,95 m et l'Iranien Ehsan Hadadi la médaille de bronze avec 66,08 m, sa meilleure marque de la saison. Virgilijus Alekna, qui égale le record de Lars Riedel en disputant sa huitième finale mondiale consécutive, termine à la sixième place.
Champion olympique à Londres en 2012, Robert Harting remporte en 2013 son troisième titre mondial d'affilée, devenant le deuxième athlète après son compatriote Lars Riedel à réaliser cet exploit. À Moscou en finale, le discobole allemand s'impose avec la marque de 69,11 m qu'il établit à son quatrième essai. Il devance le Polonais Piotr Małachowski, détenteur de la meilleure performance mondiale de l'année avec 71,84 m, qui décroche la médaille d'argent avec 68,36 m et Gerd Kanter, troisième avec 65,19 m, l'Estonien obtenant à cette occasion sa cinquième médaille consécutive après l'or en 2007, l'argent en 2005 et 2011, et le bronze en 2009.
Lors des championnats du monde de 2015 à Moscou, Piotr Małachowski confirme son statut de favori en remportant son premier titre mondial, et ce en l'absence pour blessure de Robert Harting. Il établit la meilleure marque du concours à son deuxième essai avec 67,40 m et devance sur le podium Philip Milanov qui améliore le record de Belgique avec 66,90 m, et l'autre Polonais Robert Urbanek, médaillé de bronze avec 65,18 m. Gerd Kanter termine au pied du podium avec 64,82 m.

#### Depuis 2017

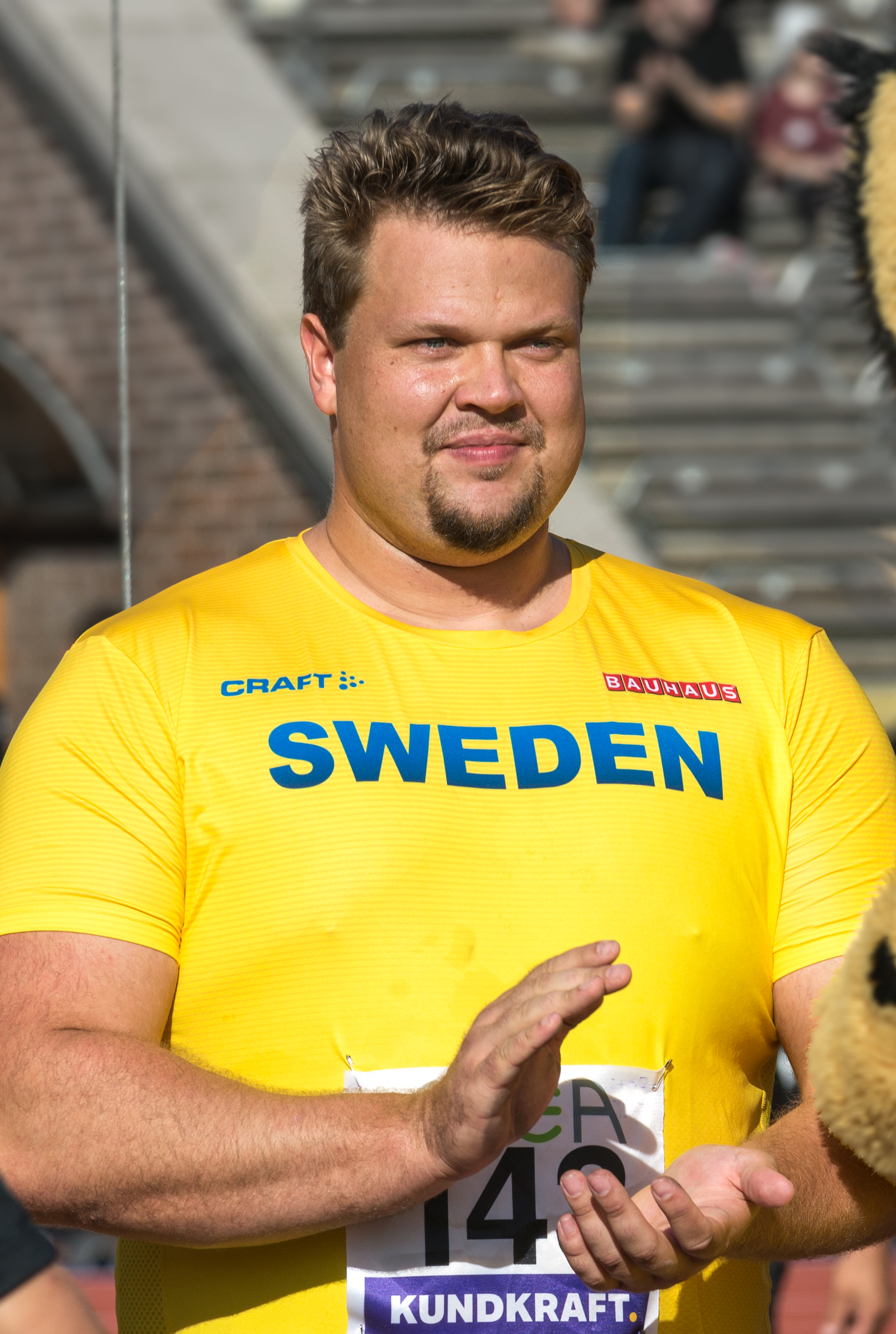
Daniel Ståhl, champion du monde en 2019.

En 2017, lors de la finale des championnats du monde de Londres, le Lituanien Andrius Gudžius réalise un jet à 69,21 m à son deuxième essai et décroche son premier grand titre international. Le Suédois Daniel Ståhl termine à deux centimètres seulement de Gudžius avec la marque de 69,19 m, établie également à son deuxième essai, l'Américain Mason Finley complétant le podium avec 68,03 m. Le tenant du titre Piotr Malachowski termine à la 5e place, juste devant Robert Harting. Parmi les principaux absents de ce concours figure le champion olympique en titre Christoph Harting, le frère cadet de Robert.
Daniel Ståhl remporte les championnats du monde 2019 à Doha. Meilleur performeur de la saison et quatrième de tous les temps avec 71,86 m, il réalise un concours régulier avec trois jets au-delà des 67 mètres, son meilleur étant établi à son troisième essai avec 67,59 m. Le Jamaïcain Fedrick Dacres, qui figurait également parmi les favoris au titre, s'adjuge la médaille d'argent avec 66,94 m, l'Autrichien Lukas Weisshaidinger étant médaillé de bronze avec 66,82 m. Le Chypriote Apóstolos Paréllis, 5e, établit un nouveau record national avec 66,32 m alors que le tenant du titre Andrius Gudžius se classe 12e et dernier de la finale.
Trois ans plus tard, lors des championnats du monde 2022 à Eugene, le Slovène Kristjan Čeh remporte le titre mondial en établissant à son troisième essai la marque de 71,13 m, nouveau record de la compétition. Il devance les Lituaniens Mykolas Alekna, médaille d'argent avec 69,27 m, qui monte sur un podium de championnats du monde 17 ans après son père Virgilijus, et Andrius Gudžius, médaillé de bronze avec 67,55 m. Daniel Ståhl, champion du monde et olympique en titre, termine au pied du podium.

### Palmarès
| Édition | Or                         | Argent                        | Bronze                       |
| ------- | -------------------------- | ----------------------------- | ---------------------------- |
| 1983    | Imrich Bugár 67,72 m       | Luis Delís 67,36 m            | Géjza Valent 66,08 m         |
| 1987    | Jürgen Schult 68,74 m      | John Powell 66,22 m           | Luis Delís 66,02 m           |
| 1991    | Lars Riedel 66,20 m        | Erik de Bruin 65,82 m         | Attila Horváth 65,32 m       |
| 1993    | Lars Riedel 67,72 m        | Dmitri Chevtchenko 66,90 m    | Jürgen Schult 66,12 m        |
| 1995    | Lars Riedel 68,76 m        | Vladimir Dubrovshchik 65,98 m | Vasiliy Kaptyukh 65,88 m     |
| 1997    | Lars Riedel 68,54 m        | Virgilijus Alekna 66,70 m     | Jürgen Schult 66,14 m        |
| 1999    | Anthony Washington 69,08 m | Jürgen Schult 68,18 m         | Lars Riedel 68,09 m          |
| 2001    | Lars Riedel 69,72 m        | Virgilijus Alekna 69,40 m     | Michael Möllenbeck 67,61 m   |
| 2003    | Virgilijus Alekna 69,69 m  | Róbert Fazekas 69,01 m        | Vasiliy Kaptyukh 66,51 m     |
| 2005    | Virgilijus Alekna 70,17 m  | Gerd Kanter 68,57 m           | Michael Möllenbeck 65,95 m   |
| 2007    | Gerd Kanter 68,94 m        | Robert Harting 66,68 m        | Rutger Smith 66,42 m         |
| 2009    | Robert Harting 69,43 m     | Piotr Małachowski 69,15 m     | Gerd Kanter 66,88 m          |
| 2011    | Robert Harting 68,97 m     | Gerd Kanter 66,95 m           | Ehsan Hadadi 66,08 m         |
| 2013    | Robert Harting 69,11 m     | Piotr Małachowski 68,36 m     | Gerd Kanter 65,19 m          |
| 2015    | Piotr Małachowski 67,40 m  | Philip Milanov 66,90 m        | Robert Urbanek 65,18 m       |
| 2017    | Andrius Gudžius 69,21 m    | Daniel Ståhl 69,19 m          | Mason Finley 68,03 m         |
| 2019    | Daniel Ståhl 67,59 m       | Fedrick Dacres 66,94 m        | Lukas Weisshaidinger 66,82 m |
| 2022    | Kristjan Čeh 71,13 m       | Mykolas Alekna 69,27 m        | Andrius Gudžius 67,55 m      |
| 2023    | Daniel Ståhl 71,46 m       | Kristjan Čeh 70,02 m          | Mykolas Alekna 68,85 m       |

### Multiples médaillés
| Rang | Athlète            | Pays        | Période   | Or | Argent | Bronze | Total |
| ---- | ------------------ | ----------- | --------- | -- | ------ | ------ | ----- |
| 1    | Lars Riedel        | Allemagne   | 1991–2001 | 5  | 0      | 1      | 6     |
| 2    | Robert Harting     | Allemagne   | 2007–2013 | 3  | 1      | 0      | 4     |
| 3    | Virgilijus Alekna  | Lituanie    | 1997–2005 | 2  | 2      | 0      | 4     |
| 4    | Gerd Kanter        | Estonie     | 2005–2013 | 1  | 2      | 2      | 5     |
| 5    | Piotr Małachowski  | Pologne     | 2009–2015 | 1  | 2      | 0      | 3     |
| 6    | Jürgen Schult      | Allemagne   | 1987–1997 | 1  | 1      | 2      | 4     |
| 7    | Daniel Ståhl       | Suède       | 2017–     | 1  | 1      | 0      | 2     |
| 8    | Andrius Gudžius    | Lituanie    | 2017–     | 1  | 0      | 1      | 2     |
| 9    | Luis Delís         | Cuba        | 1983–1987 | 0  | 1      | 1      | 2     |
| 10=  | Vasiliy Kaptyukh   | Biélorussie | 1995–2003 | 0  | 0      | 2      | 2     |
| 10=  | Michael Möllenbeck | Allemagne   | 2001–2005 | 0  | 0      | 2      | 2     |

### Records des championnats
| Marque  | Athlète            | Lieu     | Date             |
| ------- | ------------------ | -------- | ---------------- |
| 64,20 m | Luis Delís         | Helsinki | 13 août 1983     |
| 65,00 m | Imrich Bugár       | Helsinki | 13 août 1983     |
| 67,48 m | Imrich Bugár       | Helsinki | 14 août 1983     |
| 67,72 m | Imrich Bugár       | Helsinki | 14 août 1983     |
| 68,74 m | Jürgen Schult      | Rome     | 4 septembre 1987 |
| 68,76 m | Lars Riedel        | Göteborg | 11 août 1995     |
| 69,08 m | Anthony Washington | Séville  | 24 août 1999     |
| 69,72 m | Lars Riedel        | Edmonton | 8 août 2001      |
| 70,17 m | Virgilijus Alekna  | Helsinki | 7 août 2005      |
| 71,13 m | Kristjan Čeh       | Eugene   | 19 juillet 2022  |
| 71,46 m | Daniel Ståhl       | Budapest | 21 août 2023     |

## Femmes

### Historique

#### Depuis 2017

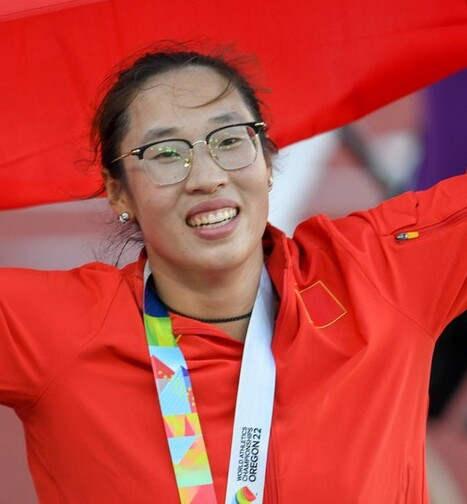
Feng Bin, championne du monde en 2022.

Aux championnats du monde 2017 de Londres, Sandra Perković remporte son second titre mondial avec un meilleur jet à 70,31 m, devant l'Australienne Dani Stevens (69,64 m) et la Française Mélina Robert-Michon (66,21 m). La Croate réalise dans ce concours trois autres performances remarquables : 70,28 m, 69,81 m et 69,30 m.
La Cubaine Yaimé Pérez remporte les championnats du monde 2019 à Doha avec un jet à 69,17 m, devant Denia Caballero et Sandra Perković. Il s'agit du premier doublé pour un pays depuis 1987.
En finale des championnats du monde 2022, à Eugene, la Chinoise Feng Bin améliore de près trois mètres son record personnel dès son entrée dans le concours en atteignant 69,12 m, marque lui offrant son premier titre mondial. Elle devance Sandra Perković, médaillée d'argent avec 68,45 m, et la championne olympique en titre américaine Valarie Allman, troisième avec 68,30 m. La tenante du titre Yaimé Pérez se classe en 7e position.

### Palmarès
| Édition | Or                                | Argent                       | Bronze                            |
| ------- | --------------------------------- | ---------------------------- | --------------------------------- |
| 1983    | Martina Hellmann 68,94 m          | Galina Murashova 67,44 m     | Maria Vergova 66,44 m             |
| 1987    | Martina Hellmann 71,62 m          | Diana Sachse-Gansky 70,12 m  | Tsvetanka Hristova 68,82 m        |
| 1991    | Tsvetanka Hristova 71,02 m        | Ilke Wyludda 69,12 m         | Larisa Mikhalchenko 68,26 m       |
| 1993    | Olga Burova-Chernyavskaya 67,40 m | Daniela Costian 65,36 m      | Min Chunfeng 65,26 m              |
| 1995    | Ellina Zvereva 68,64 m            | Ilke Wyludda 67,20 m         | Olga Burova-Chernyavskaya 66,86 m |
| 1997    | Beatrice Faumuina 66,82 m         | Ellina Zvereva 65,90 m       | Natalya Sadova 65,14 m            |
| 1999    | Franka Dietzsch 68,14 m           | Anastasía Kelesídou 66,05 m  | Nicoleta Grasu 65,35 m            |
| 2001    | Ellina Zvereva 68,57 m            | Nicoleta Grasu 67,10 m       | Anastasía Kelesídou 66,24 m       |
| 2003    | Irina Yatchenko 67,32 m           | Anastasía Kelesídou 67,14 m  | Ekateríni Vóngoli 66,73 m         |
| 2005    | Franka Dietzsch 66,56 m           | Natalya Sadova 64,33 m       | Věra Pospíšilová-Cechlová 63,19 m |
| 2007    | Franka Dietzsch 66,61 m           | Darya Pishchalnikova 65,78 m | Yarelis Barrios 63,90 m           |
| 2009    | Dani Samuels 65,44 m              | Yarelis Barrios 65,31 m      | Nicoleta Grasu 65,20 m            |
| 2011    | Li Yanfeng 66,52 m                | Nadine Müller 65,97 m        | Yarelys Barrios 65,73 m           |
| 2013    | Sandra Perković 67,99 m           | Mélina Robert-Michon 66,28 m | Yarelys Barrios 64,96 m           |
| 2015    | Denia Caballero 69,28 m           | Sandra Perković 67,39 m      | Nadine Müller 65,53 m             |
| 2017    | Sandra Perković 70,31 m           | Dani Stevens 69,64 m         | Mélina Robert-Michon 66,21 m      |
| 2019    | Yaimé Pérez 69,17 m               | Denia Caballero 68,44 m      | Sandra Perković 66,72 m           |
| 2022    | Feng Bin 69,12 m                  | Sandra Perković 68,45 m      | Valarie Allman 68,30 m            |
| 2023    | Laulauga Tausaga 69,49 m          | Valarie Allman 69,23 m       | Feng Bin 68,20 m                  |

### Multiples médaillées
| Rang | Athlète                   | Pays               | Période   | Or | Argent | Bronze | Total |
| ---- | ------------------------- | ------------------ | --------- | -- | ------ | ------ | ----- |
| 1    | Franka Dietzsch           | Allemagne          | 1999–2007 | 3  | 0      | 0      | 3     |
| 2    | Sandra Perković           | Croatie            | 2013–2022 | 2  | 2      | 1      | 5     |
| 3    | Ellina Zvereva            | Biélorussie        | 1995–2001 | 2  | 1      | 0      | 3     |
| 4    | Martina Hellmann          | Allemagne de l'Est | 1983–1987 | 2  | 0      | 0      | 2     |
| 5=   | Denia Caballero           | Cuba               | 2015–2019 | 1  | 1      | 0      | 2     |
| 5=   | Dani Stevens              | Australie          | 2009–2017 | 1  | 1      | 0      | 2     |
| 7=   | Tsvetanka Hristova        | Bulgarie           | 1987–1991 | 1  | 0      | 1      | 2     |
| 7=   | Olga Burova-Chernyavskaya | Russie             | 1993–1995 | 1  | 0      | 1      | 2     |
| 7=   | Feng Bin                  | Chine              | 2022–2023 | 1  | 0      | 1      | 2     |
| 10   | Yarelys Barrios           | Cuba               | 2007–2013 | 0  | 2      | 2      | 4     |
| 11   | Anastasía Kelesídou       | Grèce              | 1999–2003 | 0  | 2      | 1      | 3     |
| 12   | Valarie Allman            | États-Unis         | 2022–2023 | 0  | 1      | 1      | 2     |

### Records des championnats
| Marque  | Athlète          | Lieu     | Date         |
| ------- | ---------------- | -------- | ------------ |
| 65,84 m | Maria Vergova    | Helsinki | 9 août 1983  |
| 66,42 m | Martina Hellmann | Helsinki | 10 août 1983 |
| 66,44 m | Maria Vergova    | Helsinki | 10 août 1983 |
| 67,76 m | Martina Hellmann | Helsinki | 10 août 1983 |
| 68,74 m | Martina Hellmann | Helsinki | 10 août 1983 |
| 71,62 m | Martina Hellmann | Rome     | 31 août 1987 |